# Hoedt
Der Hoedt, auch in der Schreibweise Hödt, war ein niederländisches Volumenmaß. Es war ein Getreidemaß, Kalk- und Kohlenmaß und wurde besonders für Steinkohlen verwendet. Regionale Abweichungen waren nicht ungewöhnlich. Der Name leitete sich von der Form des Maßzylinders ab, der einem Hut ähnelte. Das Maß ist in der Literatur auch unter Hoed oder Hoet beschrieben.

## Getreidemaß
In Rotterdam und Delft hatte das Maß 
- 1 Hoedt = 10 ⅔ Zakken/Sack = ½ Last = 53.653 Pariser Kubikzoll = 1063 1/6 Liter was etwa 10 ⅔ Hektoliter

In Dordrecht war das Maß für trockene Waren  kleiner und es galt
- 1 Hoedt = 32 Scheepels
- 1 Hoedt = 49.040 Pariser Kubikzoll = 971 ¾ Liter

## Kohlenmaß
Das Kohlenmaß teilte man in
- 1 Hoed = 38 Maaten (amsterdamer) = 117.648 Pariser Kubikzoll = 2331 Liter
- 1 Hoed = 38 Maaten = 56 Steek = 1170 Liter[2]
- 6 Hoed entsprachen 5 Chaldrons, alte gehäuft in London[2]
- 1 Hoed entsprach bei Verkauf von Steinkohle nach New Castle 5/6 Chaldrons[3]

## Kalkmaß
Beim Kalkmaß rechnete man
- 1 Hoed = 8 Tonnen = 64 Kinnetjes = 960 Kop = 971 Liter